# Рудник Океана
Рудник Океана — колишній гірничодобувний майданчик на австралійському острові Тасманія.
Рудник почав свою діляьність у 1892 році як одна з десятків дрібних копалень на рудному полі Зіхан, проте в 1899-му роботи припинили через обвал. Всього за цей період встигли вилучити ледь більше 1 тисячі тонн руди, що, втім, містила 396 тонн свинцю (та близько 0,5 тонни срібла). Між 1906 та 1925-му періодично велись обмежені роботи, які дозволили отримати ще 0,6 тисячі тонн руди, чому відповідала 271 тонна свинцю (при цьому станом на першу половину 1920-х через вичерпання запасів у Зіхані вже фактично не діяло жодної повноцінної копальні).
У 1954-му розробку Океана відновили та вели до 1960 року. За цей період видобули 130 тисяч тонн руди, яка містила 14,5 тисячі тонн цинку та майже 17 тонн срібла.